# Franciszek Gniewek
Franciszek Gniewek (ur. 13 lipca 1911, zm. 7 stycznia 1997) – polski „Sprawiedliwy wśród Narodów Świata”.

## Życiorys
W 1926 roku, będąc jeszcze chłopcem, Franciszek Gniewek rozpoczął pracę w tartaku żydowskiej rodziny Schipperów w Rzeszowie (ul. Grunwaldzka) i zaprzyjaźnił się z dziećmi swojego pracodawcy.  W 1927 r. został przeniesiony przez pracodawcę do nowo uruchomionego tartaku w Staroniwie (obecnie w granicach Rzeszowa). Pracował tam do wkroczenia wojsk niemieckich do Rzeszowa we wrześniu 1939 roku.
W trakcie II wojny światowej, choć tartak przeszedł w ręce niemieckich właścicieli, dzieci Schipperów (Akiba-Jacob i Abram) kontynuowały w nim pracę. Po tym jak urzędnik tartaku zdobył dla Akiby-Jacoba dokumenty „aryjskie”, Gniewek towarzyszył mu do Krakowa, gdzie zarejestrował się jako Polak do pracy w Niemczech. Akiba-Jacob napisał z Niemiec do Gniewka, namawiając go, aby namówił brata i siostrę, aby poszli w jego ślady. Ten zaś pomógł mu, towarzysząc rodzeństwu w początkowym etapie podróży. Już podczas pobytu w Niemczech Gniewek pomagał braciom Schipperom, udostępniając swój adres do korespondencji między nimi.
Franciszek Gniewek po wojnie zamieszkał we Wrocławiu.
Po wojnie ożenił się z Ireną Apolonią Kwak (1923-1986). Miał troje dzieciː Romana, Piotra i Elżbietę.
17 marca 2016 r. w Muzeum Zamku w Łańcucie Prezydent RP Andrzej Duda wręczył odznaczenia państwowe osobom pomagającym Żydom w latach Zagłady. Wśród uhonorowanych, pośmiertnie, Krzyżem Komandorskim Orderu Odrodzenia Polski odznaczony został Franciszek Gniewek, "który dostarczał do rzeszowskiego getta żywność rodzinie Schipperów".
Jest pochowany na Cmentarzu Grabiszyńskim we Wrocławiu (Pole/Grób/Rząd: 125/579/7, od pola 124 Osobowice).
12 kwietnia 1994 r. Instytut Jad Waszem uhonorował Franciszka Gniewka medalem „Sprawiedliwy wśród Narodów Świata”.